# 呂惠卿
呂惠卿（1032年—1111年），字吉甫，號恩祖。晋江人（今福建泉州），北宋大臣，曾任參知政事，是北宋新舊黨爭中的新黨人物。著有《文集》《孝经传》《道德经注》《论语义》《庄子解》等作品。

## 生平
呂惠卿生于仁宗明道元年（1032年），晋江县开建乡仁孝里西垵村（今属福建省晋江市安海镇）。呂惠卿幼年随父亲吕璹居住于泉州相公巷。
仁宗嘉祐二年（1057年）進士，初授真州（今江苏仪征）推官，调永兴军节度掌书记。嘉祐六年（1061年），秩满入都，除补开封府通判，不久迁少尹，改秘书省著作佐郎，韩绛聘为三司检法官。受到歐陽修、王安石等人的賞識。治平四年（1067年）七月，王安石向枢密使曾公亮介绍呂惠卿，遂任集贤院校勘。神宗熙寧二年（1069年）变法伊始，以吕惠卿为检详文字，負責起草考核审定条例。呂惠卿极力推行变法。事无大小，王安石必谋之；凡所上涉及变法的奏章，均出自吕惠卿手笔。王安石之弟王安國極力反對新法，且提醒兄長要遠離呂惠卿，後來呂惠卿因此與王安國結怨。
熙宁七年（1074年）全國大旱， 鄭俠聯合參知政事馮京，上疏並進「流民圖」，反對新法，以為“去安石，天必雨”。是年四月，王安石第一次罷相。呂惠卿出任參知政事。呂惠卿在推行新法的同時，又與王安石子王雱同修《三經新義》。王安石称：“惠卿之贤，岂特今人，虽前世儒者，未易比也。学先王之道而能用者，独惠卿而已。”呂惠卿安插弟弟呂升卿到神宗身邊當講師。熙宁七年（1074年）六月，郑侠上疏弹劾吕惠卿“朋奸壅蔽”。吕惠卿大怒，命中丞邓绾、知制诰邓润甫責惩之。熙寧八年（1075年）正月，馮京出知亳州，鄭俠編管英州，王安國放歸田里。是年二月，宰相韓絳與呂惠卿意見不合，事多稽留不決，於是密請宋神宗重新起用王安石。這時王安石刻意不動聲色，接旨後上任，“倍道而進，七日至京師”，令呂惠卿措手不及，二人关系开始出现裂痕。熙寧八年閏四月，《三经新义》编成，神宗以王安石之子王雱為龍圖閣直學士，王雱假意推辭。呂惠卿不察，勸宋神宗允其請，結果弄假成真。導致王、呂二人關係裂痕加深。御史中丞蔡承禧吿發呂惠卿弟、崇政殿說書呂升卿擔任國子監試官舞弊，最後呂升卿被逐出京師，轉任江南西路轉運副使。呂惠卿則被迫辭職。這時，王安石選擇袖手旁觀。王雱又勾結御史中丞鄧綰傾陷呂惠卿，誣吿呂惠卿兄弟強借華亭富民錢五百萬購買田地，與華亭知縣張若濟居中牟利。宋神宗下诏立案追查，吕升卿与张若济下狱讯问。熙寧八年十月，呂惠卿被罷政事，貶守陳州（今河南淮阳）。元丰二年（1079年）三月，吕惠卿正任鄜延路经略使。在太原期間，整頓西北軍，抵抗西夏的入侵。元祐三年（1088年），移宣州居住。绍圣元年（1094年），知苏州，改江宁。徽宗時，又受到蔡京等排擠。崇宁五年（1106年），知扬州，移青州，又起为观文殿学士知杭州。政和元年（1111年），以觀文殿學士、光祿大夫辭官歸里，不久病死。
元朝编修的《宋史》将吕惠卿列入“奸臣列传”，因其背信弃义，且人格低劣。吕惠卿緣王安石得進，後來又與王安石為了拜相，產生過節，為士大夫所詬病。